# 法性寺 (川口市)
法性寺（ほうしょうじ）は、埼玉県川口市の鳩ヶ谷地区にある曹洞宗の寺院。

## 歴史

### 戦国期
文明8年（1476年）、扇谷上杉家の家宰・太田道灌が開基となって建立した寺院である。建立当時は「灌頂山保正寺」という天台宗の寺院であり、道灌は寺領を寄進した。寺の所在地は、当時は鳩ヶ谷郷のうちの里村と呼ばれる村であった（現在も里という大字として残る）。鳩ヶ谷は鎌倉街道（近世の日光御成道）が通る交通の要地で、太田道灌はこの地域の鎌倉街道を、江戸と岩槻を結ぶ「岩槻街道」として整備したという。里村には市も立ったことが知られる。
文明18年（1486年）、道灌が主君・上杉定正によって殺害され、翌長享元年（1487年）には山内上杉家の上杉顕定（関東管領）と扇谷上杉家が抗争に入る（長享の乱）。江戸時代後期に成立した地誌『新編武蔵風土記稿』によれば、兵乱に巻き込まれることを恐れた住僧が寺を立ち去り、寺領は失われ、堂宇も荒廃した。
明応7年（1498年）、震龍という禅僧が寺を再興した。この際に曹洞宗の寺となり、山号を「玉龍山」と改めた。翌明応8年（1499年）、震龍は遠江国（現在の静岡県）の石雲院から季雲永岳を開山（初代住持）として請待し、震龍みずからは二世住持となった。
永正17年（1520年）、扇谷上杉家の家臣で戸田領の領主であったという村山伯耆守行秀が寺領を寄進した。村山伯耆守は中興大檀那となり、天文4年（1535年）に没した際には寺に葬られて「保正寺定山存景大居士」の法号をおくられている。
天正2年（1574年）、小田原北条氏によって1貫200文の地が寺領として改めて寄進されている。北条氏の寺領寄進状では、検地を行った際に寺領が北条氏の直轄領に紛れ込んでしまったために（この記述からは、鳩ヶ谷周辺が北条氏の直轄領であったことがわかる）、改めて寄進する、と記されている。

### 中世末期から江戸時代
天正18年（1590年）、徳川家康は関東に入国した。天正19年（1591年）、寺は10石の寺領を安堵されたが、この際の朱印状が「法性寺」と記されていたために、寺の名を改めたと伝えられている。近世の里村は「戸田領」という地域に含まれる村（約500石）で、大部分は幕府領であったが、法性寺領の10石は歴代将軍により保障されていた。
寺の梵鐘の銘には、享保7年（1722年）に鋳造されたとある

## 境内・周辺環境
当寺の裏山には、「法性寺のクスノキ」と呼ばれる、樹齢500年以上とされる巨木がある。この木以外にも様々な木が植わっており、川口市の保全緑地に指定されている。

## 交通アクセス
- 鳩ヶ谷駅より徒歩9分。